# Летичівський район
Лети́чівський райо́н — колишній район у Хмельницькій області. Центр — смт Летичів.
У районі 2 селищних і 19 сільських рад; 2 селища міського типу і 55 сіл.
13 серпня 2015 року на території району утворено дві об'єднані територіальні громади — Летичівську (Летичів і 13 сільрад) та Меджибізьку (Меджибізька селищна і 6 сільських рад).
Ліквідований внаслідок адміністративно-територіальної реформи 2020 року.

## Географія

### Населені пункти, зняті з обліку
- Вишневе (2004)

### Природно-заповідний фонд

#### Національні природні парки
Верхнє Побужжя (частина).

#### Гідрологічні заказники
Башта (загальнодержавного значення), Безодня, Луг і Круглик (загальнодержавного значення).

#### Загальнозоологічні заказники
Чоботарня.

#### Ландшафтні заказники
Долина (загальнодержавного значення).

#### Орнітологічні заказники
Левада, Щедрівський, Ярославський.

#### Ботанічні пам'ятки природи
Дуб звичайний, Летичівська, Липова алея, 10 га, Липова алея, 5 га, Липова алея, 0,5 га, Модрина європейська, Старий ясен.

#### Геологічні пам'ятки природи
Відслонення гранітів, Зразок чорнокітових гранітів.

#### Гідрологічні пам'ятки природи
Подільські криниці.

#### Заповідні урочища
Грабарка, Козачки.

## Історія
Селища міського типу Летичів і Меджибіж — одні з найдавніших поселень на Поділлі. Перші писемні згадки про Летичів датують 1265 роком, а про Меджибіж — 1146 роком. У ХІІ-ХІІІ ст. територія сучасного Летичева входила до складу Болохівської землі. Захопивши у 1362 році край, литовські феодали будують у Летичеві фортецю, яка з 1411 року згадується в різних документах. З 1429 року Летичів віднесено до категорії міст.
Після загарбання Західного Поділля шляхетською Польщею (1434 р.) Летичів стає повітовим центром Подільського воєводства. У 1466 році королівський уряд надає Летичеву магдебурзьке право.
Після приєднання Поділля до Російської імперії з травня 1795 року Летичів стає повітовим містом Подільського намісництва, а з грудня 1796 року — Подільської губернії. 1796 року затверджується герб Летичева.
В кінці XIX ст. в Летичеві налічувалось 641 будинок, 80 лавок, 14 постоялих будинків, проживало 8731 чоловік населення. За даними статистики, в 1905 році промисловість Летичева складалася з 15 підприємств. За числом працюючих найбільшими вважалися: пивоварний завод, тютюнова фабрика, млин.
В 1917 році територія сучасного Летичівського району входить до складу Української Народної Республіки.
31 жовтня 1921 р. під час Листопадового рейду через Голенищеве, Сахни, Майдан-Вербецький, Ялинівку, Лісо-Березівку, Розсохувату теперішнього Летичівського району проліг шлях Подільської групи (командувач Михайло Палій-Сидорянський) Армії Української Народної Республіки.
Внаслідок поразки Перших визвольних змагань територія району стає частиною УСРР.
За реформою 1922–1925 років відбувся перехід 4-ступеневої (губернія-повіт-волость-село) до 3-ступеневої (округ-район-село) системи управління. Летичів стає районним центром.
У 1923 році у сучасних межах Летичівського району було створено Летичівський і Меджибізький райони.
У 1926 році в Летичеві працювали два млини, тютюнова і гільзові фабрики, цегельний і пиво-медовий завод, кар'єр з добування вапняку та інші підприємства.
В 1932–1933 район потерпає від результатів політики колективізації, що дістали назву Голодомору в Україні.
Протягом перших п'ятирічок значно зросло виробництво промислової продукції. Її випуск у 1940 році збільшився у 40,9 раз порівняно з 1913 роком.
Після впертих боїв 17 липня 1941 року радянські війська залишили Летичів.
Німці вбили і замучили в Летичеві понад 7 тис. осіб. У концтаборі, влаштованому за мурами монастиря, вони закатували і вбили понад 2 тисячі полонених солдат і офіцерів Червоної Армії. На каторжні роботи було вивезено понад 2,5 тисячі юнаків і дівчат.
23 березня 1944 року війська 18-ї армії 1-го Українського фронту захопили смт. Летичів. У березні 1944 року відновили діяльність райком КП(б) України та виконком районної Ради депутатів трудящих. Збитки, заподіяні гітлерівцями народному господарству Летичівщини становили 100 млн крб. Не повернулися з війни до своїх домівок 3712 летичівців. Понад 400 летичівців, що брали участь у війні на боці СРСР, було відзначено радянськими нагородами. А п'ятьом уродженцям краю було надано звання Героя Радянського Союзу.
У 1959 році до Летичівського району було приєднано Вовковинецький район, у 1960 — Деражнянський, Старосинявський та Меджибізький райони.
У 1967 році Деражнянський і Старосинявський райони знову стали окремими районами.
З 24 серпня 1991 року район є адміністративно-територіальною одиницею незалежної України.

## Транспорт
Районом проходить автошлях E50.

## Населення
Розподіл населення за віком та статтю (2001):
| Стать | Всього | До 15 років | 15-24 | 25-44 | 45-64 | 65-85 | Понад 85 |
| --- | ------ | ----------- | ----- | ----- | ----- | ----- | -------- |
| Чоловіки | 15 690 | 3088        | 1870  | 4487  | 3793  | 2367  | 85       |
| Жінки | 18 890 | 2863        | 1691  | 4286  | 4762  | 4846  | 442      |
| \| Статево-вікова піраміда \| Статево-вікова піраміда \| Статево-вікова піраміда \| \| ----------------------- \| ----------------------- \| ----------------------- \| \| Чоловіки \| Вік \| Жінки \| \| 85 \| 85 + \| 442 \| \| 182 \| 80-84 \| 577 \| \| 489 \| 75-79 \| 1248 \| \| 855 \| 70-74 \| 1768 \| \| 841 \| 65-69 \| 1253 \| \| 1148 \| 60-64 \| 1699 \| \| 714 \| 55-59 \| 984 \| \| 920 \| 50-54 \| 1093 \| \| 1011 \| 45-49 \| 986 \| \| 1225 \| 40-44 \| 1166 \| \| 1125 \| 35-39 \| 1033 \| \| 1086 \| 30-34 \| 1047 \| \| 1051 \| 25-29 \| 1040 \| \| 953 \| 20-24 \| 872 \| \| 917 \| 15-20 \| 819 \| \| 1275 \| 10-14 \| 1163 \| \| 1060 \| 5-9 \| 949 \| \| 753 \| 0-4 \| 751 \| |        |             |       |       |       |       |          |
| Статево-вікова піраміда |        |             |       |       |       |       |          |
| Чоловіки | Вік    | Жінки       |       |       |       |       |          |
| 85 | 85 +   | 442         |       |       |       |       |          |
| 182 | 80-84  | 577         |       |       |       |       |          |
| 489 | 75-79  | 1248        |       |       |       |       |          |
| 855 | 70-74  | 1768        |       |       |       |       |          |
| 841 | 65-69  | 1253        |       |       |       |       |          |
| 1148 | 60-64  | 1699        |       |       |       |       |          |
| 714 | 55-59  | 984         |       |       |       |       |          |
| 920 | 50-54  | 1093        |       |       |       |       |          |
| 1011 | 45-49  | 986         |       |       |       |       |          |
| 1225 | 40-44  | 1166        |       |       |       |       |          |
| 1125 | 35-39  | 1033        |       |       |       |       |          |
| 1086 | 30-34  | 1047        |       |       |       |       |          |
| 1051 | 25-29  | 1040        |       |       |       |       |          |
| 953 | 20-24  | 872         |       |       |       |       |          |
| 917 | 15-20  | 819         |       |       |       |       |          |
| 1275 | 10-14  | 1163        |       |       |       |       |          |
| 1060 | 5-9    | 949         |       |       |       |       |          |
| 753 | 0-4    | 751         |       |       |       |       |          |

Національний склад населення за даними перепису 2001 року:
| Національність | Кількість осіб | Відсоток |
| -------------- | -------------- | -------- |
| українці       | 33209          | 96,01 %  |
| росіяни        | 603            | 1,74 %   |
| поляки         | 568            | 1,64 %   |
| молдовани      | 57             | 0,16 %   |
| білоруси       | 33             | 0,10 %   |
| інші           | 118            | 0,34 %   |

Мовний склад населення за даними перепису 2001 року:
| Мова       | Кількість осіб | Відсоток |
| ---------- | -------------- | -------- |
| українська | 33972          | 98,22 %  |
| російська  | 532            | 1,54 %   |
| циганська  | 23             | 0,07 %   |
| молдовська | 15             | 0,04 %   |
| вірменська | 13             | 0,04 %   |
| інші       | 33             | 0,10 %   |

## Політика
25 травня 2014 року відбулися Президентські вибори України. У межах Летичівського району були створені 52 виборчі дільниці. Явка на виборах складала — 74,36% (проголосували 17 423 із 23 431 виборців). Найбільшу кількість голосів отримав Петро Порошенко — 54,04% (9 415 виборців); Юлія Тимошенко — 21,74% (3 788 виборців), Олег Ляшко — 11,24% (1 958 виборців), Анатолій Гриценко — 4,28% (745 виборців). Решта кандидатів набрали меншу кількість голосів. Кількість недійсних або зіпсованих бюлетенів — 0,88%. 

## Пам'ятки
Згідно з даними управління культури, туризму і курортів Хмельницької облдержадміністрації перебуває 94 пам'ятки історії. Зокрема це три могили жертв голодомору, могили У. Кармалюка та І.Бешта, могила воїна УПА, могила жертв голокосту, 7 ДОТів, місце розташування концтабору військовополонених, 54 пам'ятки — могили вояків Червоної Армії та пам'ятні знаки на честь воїнів-односельчан.
У Летичівському районі Хмельницької області згідно з даними управління культури, туризму і курортів Хмельницької облдержадміністрації перебуває 4 пам'ятки архітектури.

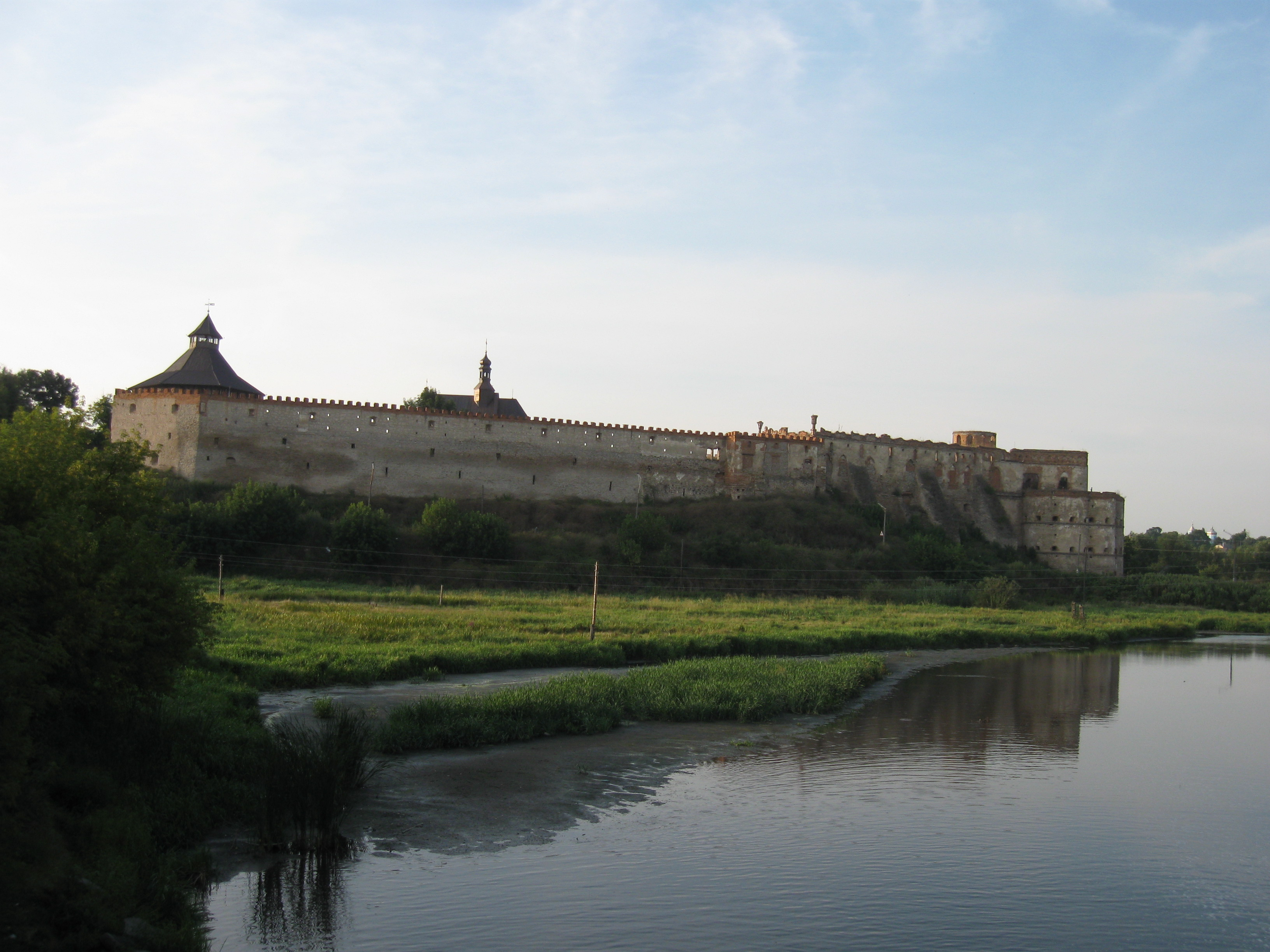
Меджибізький замок
Летичівський замок

Основні історичні та історико-архітектурні пам'ятки:
- історії: 4
- архітектури: 18
- культури: 4
- природи: 8
- археології: 3
- монументального мистецтва: 2.